# Arabis androsacea
Arabis androsacea är en korsblommig växtart som beskrevs av Edward Fenzl. Arabis androsacea ingår i släktet travar, och familjen korsblommiga växter. Inga underarter finns listade i Catalogue of Life.